# The New Cities
The New Cities est un groupe canadien de rock, originaire de Trois-Rivières, au Québec. Désormais basé à Montréal, le groupe est nommé en 2010 aux Juno Awards pour « nouveau groupe de l'année », ainsi qu'à l'ADISQ pour « album anglophone de l'année ». Les membres actuels de The New Cities sont David Brown, Christian Bergeron, Nicolas Denis, Francis Fugère, Philippe Lachance et Julien Martre.

## Historique

### Débuts
The New Cities enregistre son premier EP au début de 2006, avec le réalisateur Steve Nadeau à Montréal, Québec, Canada. À la suite de la sortie de l'album, intitulé The New Cities EP, le groupe entame une tournée à travers le Québec et l'Ontario, où ils rencontrent le réalisateur Greig Nori. Au printemps 2006, le groupe commença à travailler avec Nori sur du nouveau matériel et ils signèrent finalement un contrat de disque avec Sony Music Canada au mois d'octobre 2008.

### Lost in City Lights

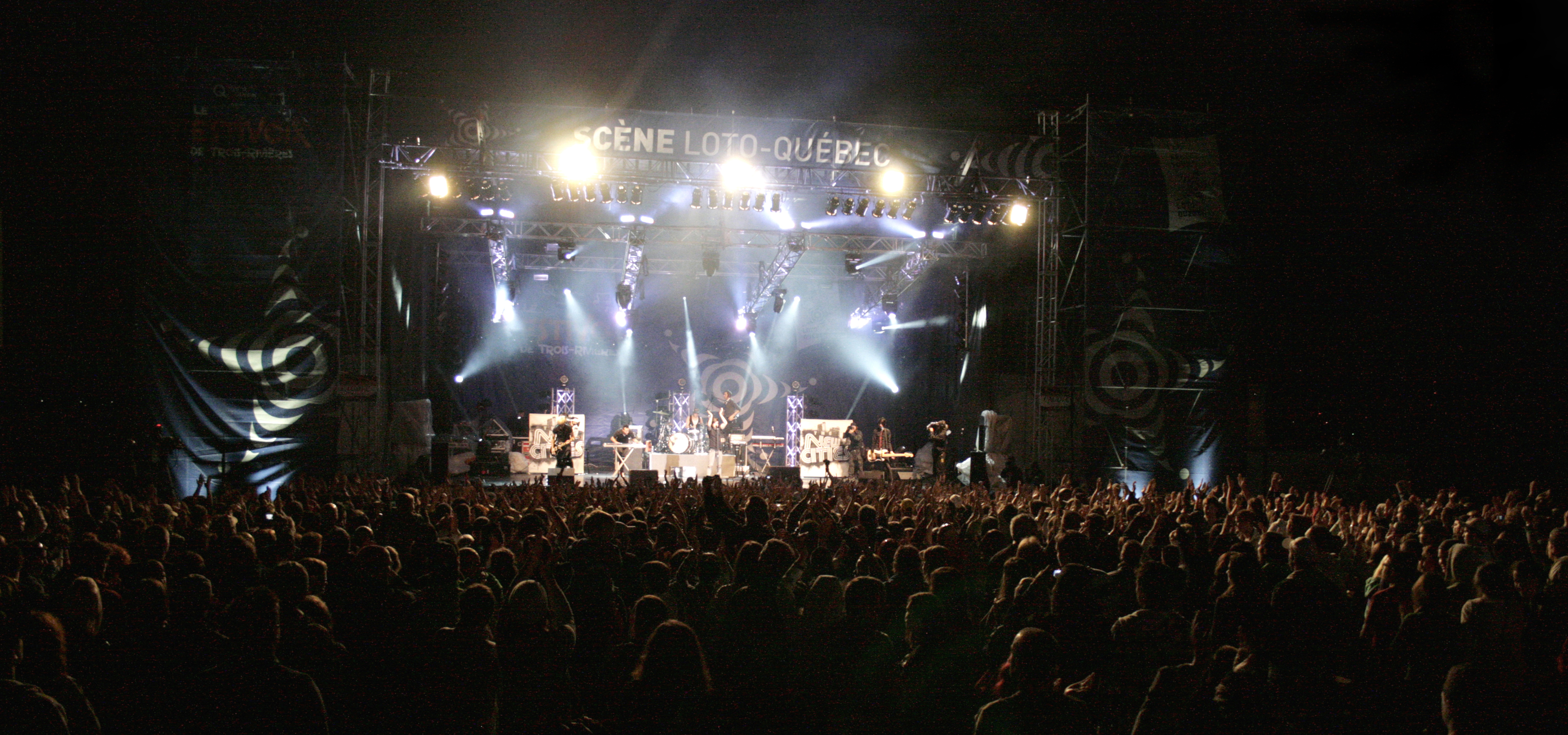
The New Cities en tête d'affiche au Festi-Voix le 29 juin 2010. (Trois-Rivières, Québec).

À la suite de la signature avec Sony Music Canada, le groupe a sorti son premier album complet Lost in City Lights au mois de mai 2009. Leur premier single, Dead End Countdown, atteint la 16e place du Canadian Hot 100, gagne le prix « Musique pop-rock » et est nommé à deux reprises aux Canadian Radio Music Awards. La vidéo pour Dead End Countdown obtient aussi une nomination aux MuchMusic Video Awards 2009.
Leur deuxième single, Leaders of the Misled, est utilisé dans le film Degrassi : À Nous Manhattan et la série télévisée Degrassi : La Nouvelle Génération. La chanson Lost in City Lights est utilisé dans la saison 3 de la série télévisée Gossip Girl.
TNC a tourné avec des actes dont Simple Plan, Hedley, Marianas Trench, Carly Rae Jepsen, ILL Scarlett, Mobile, Faber Drive et Ten Second Epic. Ils ont ouvert pour des groupes majeurs incluant The Black Eyed Peas, Katy Perry, Nine Inch Nails, Sum 41 et Metric. Ils ont également tourné au Royaume-Uni 2 fois et en France à l'hiver 2009-2010.

### Kill the Lights
Kill the Lights, le second album du groupe, est paru le 27 septembre 2011, et Heatwave, le premier single, le 16 juin 2011. La chanson utilise entre autres une mélodie de la chanson Tarzan Boy popularisée en 1985 par Baltimora. Les singles The Hype et Mugshot sont parus par la suite, accompagnés au Québec de versions franglaises.
Suivant la sortie de leur nouvel album, le groupe joue en soutien à Avril Lavigne au Canada dans sa tournée The Black Star Tour 2011. Le groupe participe également en 2012 au SXSW festival à Austin, Texas, au festival Bamboozle à Asbury Park, New Jersey, et puis au festival H2O à Amos le vendredi 13 juillet.

## Membres

### Membres actuels
- Christian Bergeron – guitare (depuis 2005)
- David Brown – voix (depuis 2005)
- Nicolas Denis – synthétiseur (depuis 2005)
- Francis Fugère – batterie (depuis 2007)
- Philippe Lachance – synthétiseur (depuis 2005)
- Julien Martre – basse, voix (depuis 2008)

### Anciens membres
- Dany Guimond – batterie (2005-2006)
- Kevin Gill – batterie (2006)
- Maxime Beaudoin – basse (2005-2007)

## Discographie

### Singles
| Année | Titre                 | Meilleure Position | Album               | Certification (CRIA) |
| Année | Titre                 | CAN                | Album               | Certification (CRIA) |
| ----- | --------------------- | ------------------ | ------------------- | -------------------- |
| 2009  | Dead End Countdown    | 16                 | Lost in City Lights | Or                   |
| 2009  | Leaders of the Misled | 99                 | Lost in City Lights |                      |
| 2010  | Hypertronic Superstar | 58                 | Lost in City Lights |                      |
| 2011  | Heatwave              | 38                 | Kill the Lights     |                      |
| 2011  | The Hype              | 55                 | Kill the Lights     |                      |
| 2012  | Mugshot               |                    | Kill the Lights     |                      |
| 2013  | The New Rule          |                    | Kill the Lights     |                      |

### Compilations
| Album                      | Date de sortie | Étiquette         | Chanson(s)              | Notes                      |
| Juno Awards 2010           | 30 Mar, 2010   | Sony Music Canada | "Dead End Countdown"    |                            |
| NRJ Hit Liste 2010         | 6 Avr, 2010    | Sony Music Canada | "Leaders of the Misled" |                            |
| 10 Dollar DJ - Canada Day* | 02 Nov, 2010   | Sony Music Canada | "Dead End Countdown"    | Exclusivité iTunes Canada. |

## Vidéographie
| Titre                 | Album               | Date de sortie   | Réalisateur(s)     |
| --------------------- | ------------------- | ---------------- | ------------------ |
| Dead End Countdown    | Lost in City Lights | 17 avril 2009    | Jodeb              |
| Leaders of the Misled | Lost in City Lights | 18 août 2009     | Jodeb              |
| Hypertronic Superstar | Lost in City Lights | 1er février 2010 | Frank Borin        |
| Looks Minus Substance | Lost in City Lights | 13 décembre 2010 | Jodeb, David Brown |
| Heatwave              | Kill the Lights     | 26 juillet 2011  | John Poliquin      |
| The Hype              | Kill the Lights     | 11 octobre 2011  | John Poliquin      |
| Mugshot               | Kill the Lights     | 19 mars 2012     | Colin Minihan      |
| The New Rule          | Kill the Lights     | 19 février 2013  | MatCyr             |

## Autres médias
- 2009 : La chanson Lost in City Lights est utilisé dans la saison 3 de la série télévisée Gossip Girl[4].
- 2009 : La chanson Dead End Countdown est utilisé dans l'épisode 4 de la saison 2 de la série télévisée So You Think You Can Dance Canada.
- 2010 : La chanson Hypertronic Superstar est utilisé dans l'épisode 5 de la saison 3 de la série télévisée So You Think You Can Dance Canada.
- 2010 : La chanson Leaders of the Misled est utilisé dans l'épisode 20 de la saison 9 de la série télévisée Degrassi : La Nouvelle Génération, épisode faisant aussi partie du film Degrassi : À Nous Manhattan.
- David Brown est maintenant tatoueur à son compte dans son studio privé à Montréal ( Hoshelaga-Maisonneuve )

## Prix et nominations
- 2009 : Nomination pour le prix « post-production de l'année » pour le vidéoclip de Dead End Countdown au gala des MuchMusic Video Awards.
- 2010 : Gagnant du prix « Musique pop-rock » pour la chanson Dead End Countdown au gala de la SOCAN[5].
- 2010 : Nomination pour le prix « nouveau groupe de l'année » au gala des Prix JUNOs.
- 2010 : Nomination pour le prix « album anglophone de l'année » pour l'album Lost in City Lights au gala de l'ADISQ[6].
- 2010 : Nomination pour le prix « meilleur groupe ou artiste solo de l'année » aux Canadian Radio Music Awards.
- 2010 : Nomination pour le prix « meilleur groupe ou artiste solo de l'année (CHR) » au gala des Canadian Radio Music Awards.
- 2012 : Nomination pour le prix « post-production de l'année » pour le videoclip de Heatwave au gala des MuchMusic Video Awards.